# (65690) 1991 DG
1991 دي جي (ويعرف أيضًا باسم (65690) 1991 دي جي وفق تسمية الكوكب الصغير) (بالإنجليزية: 1991 DG)‏ هو كويكب ضمن حزام الكويكبات؛ وترتيبه 65690 من حيث الاكتشاف.
اكتُشف هذا الجُرم الفلكي بواسطة روبرت إتش ماكنوت في 20 فبراير 1991.

## وصلات خارجية
- (65690) 1991 DG في قاعدة بيانات مختبر الدفع النفاث لأجرام النظام الشمسي الصغيرة

- الاكتشاف · مخطط المدار ·  العناصر المدارية · المعلمات المادية

- (65690) 1991 DG على موقع ويكي سكاي: DSS2, SDSS, GALEX, IRAS, Hydrogen α, X-Ray, Astrophoto, Sky Map, Articles and images